# Léonie Abo
Wassis Hortense Léonie Abo, més coneguda com a Léonie Abo (nascuda el 1945) fou una activista política i escriptora congolesa, especialment activa durant la Rebel·lió Kwilu.

## Vida
Abo nasqué l'any 1945 en un lloc de Malungu, que aleshores formava part del Congo Belga. Fou criada per pares adoptius després que la seva mare morís en el part; arran d'aquest esdeveniment fou anomenada «Abo», el qual significa "tristesa" en bambunda. En una ocasió presencià el seu pare adoptiu pegant a la seva esposa amb un bastó, que li provocà un braç trencat. Estigué ben educada començant l'escola als set anys i canviant-se a una escola missionera als nou. A una edat precoç exercí de llevadora i als catorze anys ja supervisava naixements.
El setembre del 1959 va ser obligada a casar-se amb Gaspar Mumputo, que abusà d'ella. En una ocasió recordà la nit de noces "plena de sang i dolor". El seu matrimoni acabà després que al juny de 1962 el seu marit la portés als tribunals tant a ella com a la seva amant. Fou enviada a presó durant un mes. El germà d'Abo la convencé d'unir-se a un grup de rebels. El gener de 1964 encara formà part d'aquell grup quan s'alçaren contra el govern, com a part de la Rebel·lió de Simba.
Es casà amb rebel Pierre Mulele i romangueren cinc anys amb les guerrilles lleials a Mulele. Fou tractada amb un gran respecte en deferència al seu marit. Quedà molt decebuda quan el seu marit s'ajuntà amb una altra muller, mentre planejava fer-ho també amb una tercera. L'any 1968, després de l'assassinat del seu marit, fugí a Congo-Brazzaville tement per la seva vida. Abo feu un gran esforç per a deixar constància de la seva feina i la de Pierre Mulele. El llibre Une Femme du Congo ("Una Dona del Congo"), escrit per Ludo Martens, parla sobre la seva vida.